# Delahaye Type 139
Der Delahaye Type 139 ist ein Lkw-Modell aus den 1930er Jahren. Hersteller war Automobiles Delahaye in Frankreich.

## Beschreibung
Die Fahrzeuge wurden nur 1934 hergestellt. Sie haben einen Dieselmotor. Die Nutzlast beträgt 3,5 Tonnen.
Das Modell ging nicht in Serienproduktion.
Der etwa im gleichen Zeitraum hergestellte Delahaye Type 138 wurde nur in geringen Stückzahlen als Pkw gebaut. In der Entwicklungsreihe von Delahaye folgte 1935 als LKW der Delahaye Type 140 mit 1,5 und 2,7 Tonnen Nutzlast.